# فوتبال در شیلی

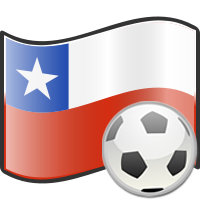
تصویری به نشانه فوتبال در شیلی

فوتبال پرطرفدارترین ورزش در شیلی است. تاریخ فوتبال در این کشور با دریانوردان انگلیسی و سفرهای آن‌ها با قایق به خاطر پیوندهای تجاری مختلف بین شیلی و بریتانیای کبیر در قرن نوزدهم آغاز گشت.